# Ekerö distrikt
Ekerö distrikt är ett distrikt i Ekerö kommun och Stockholms län. Distriktet omfattar ön Ekerön i södra Uppland. 

## Tidigare administrativ tillhörighet
Distriktet inrättades 2016 och utgörs av socknen Ekerö i Ekerö kommun.
Området motsvarar den omfattning Ekerö församling hade vid årsskiftet 1999/2000.